# 書けないッ!?〜脚本家 吉丸圭佑の筋書きのない生活〜
『書けないッ!?〜脚本家 吉丸圭佑の筋書きのない生活〜』（かけないっ!?〜きゃくほんか よしまるけいすけのすじがきのないせいかつ〜）は、2021年1月16日から3月13日までテレビ朝日の「オシドラサタデー」枠で放送されていたテレビドラマ。主演は本作がテレビ朝日系ドラマで初主演となる生田斗真。

## 概要
2021年1月期よりテレビ朝日系の土曜23時30分 - 翌0時に新設されるドラマ枠「オシドラサタデー」の第1弾の作品で、福田靖によるオリジナル脚本作品。

## あらすじ
吉丸圭佑は脚本家でありながら仕事の依頼がなく、家族のために家事全般を担っている。一方、圭祐の妻・奈美は「香坂りり子」のペンネームで小説を執筆する売れっ子作家で、吉丸家の家計は抜群の知名度と収入を誇る奈美によって支えられている。
家事の合間を見て細々と脚本を書く圭祐であったが、ある日ドラマのメインライターが急遽降板したことから、ゴールデンタイムの連続ドラマの脚本のオファーを受ける千載一遇の好機が訪れる。

## キャスト

### 主要人物
吉丸圭佑（よしまる けいすけ）〈37〉
演 - 生田斗真
本作の主人公。売れない脚本家。
ドラマ好きが高じ脚本家を目指しコンクールに応募するも落選続きで夢を諦めて、不動産業者に就職した過去があり、その際シングルマザーであった奈美が部屋探しで来店し一目ぼれし、交際を申し込み結婚にこぎつけている。奈美が長男の空を妊娠中に執筆した小説が新人賞を獲得したことを受け、燻っていた脚本家の夢が再燃しコンクールへの応募を再開し、5年前に念願かなってコンクールに入選し脚本家デビューを遂げる。専業脚本家になるべく不動産業者を退職するが、テレビ局からは殆ど仕事が来ないためにベストセラー作家の妻や子どもたちのために家事全般を担っているが、ある日ドラマのメインライターが急遽降板したことから、ゴールデンの連続ドラマの脚本をオファーされ、当初の刑事モノの脚本発注からプロデューサーの東海林たちや主演俳優の八神からの注文、要望を受け、苦労の末、富豪の吸血鬼教師が主人公の学園パニックホラー『富豪教師Q』の第1話を書き上げる。
初めての連続ドラマの脚本に精神をすり減らし、空の家庭教師・仙川をアシスタントに口実筆記で脚本を書き進めようとするが、行き詰まると自分にしか見えない「ツルツルの男」が現れ痛いところをついて苦しめられるため「米虫メンタルクリニック」でのセラピーや「整体B＆Bラボ」での脳冷却を受けながら、脚本を書き上げる。
空により「整体B＆Bラボ」の整体師・一条桜子との浮気疑惑が暴露されるが、奈美が「なんとも思ってないんじゃないの」と深刻に考えなかったことから浮気疑惑の話はあっさりと幕を引いた。
『富豪教師Q』最終話1話前の第9話の脚本をベテラン脚本家・原口が代筆することになるが、その頃には主演俳優の八神からの信頼を得ており自宅を訪問され、第9話の脚本執筆を直談判されたことから、プロデューサーの東海林に了承を得て、第9話と最終話の両方を4日で第1稿で書き上げる底力を見せた。
後日、東西テレビのプロデューサー・涌本が妻の奈美が書いた小説『ブラッディ･ミュージック』のドラマ化を行うことになり、奈美が圭佑を脚本に起用することを条件にドラマ化を了承したことから、『ブラッディ･ミュージック』の脚本に悪戦苦闘しているところで物語が終了する。
吉丸奈美（よしまる なみ）〈39〉
演 - 吉瀬美智子
圭佑の妻。「香坂りり子」というペンネームの売れっ子小説家。エッセイストとしても活躍している。
大学3年生の時に妊娠し、その際、離婚しシングルマザーの道を選ぶが両親の協力もあり大学を無事卒業、書店に就職し部屋探しに訪れた不動産店で圭佑と出会い、交際を経て結婚している。長男の空を妊娠中に応募した小説で新人賞を受賞したことで売れっ子作家の仲間入りを果たす。
現在では抜群の知名度と収入を誇り一家の家計を支えており、ベストセラー作家になった今も夫に対する愛情は変わらず、脚本家としてなかなか芽の出ない夫を応援していたが、圭佑の仕事ぶりを見て作品を楽しんでくれるファンが実は自分より圭佑のほうが多く、自分は小さなお山の大将だったのではないかと疑問を抱くようになり、「米虫メンタルクリニック」を受診する。米虫からは圭佑が 突然面白い脚本を書き始めた事に小説家として戸惑い、圭佑に自分も認められたい承認欲求があったことや圭佑が脚本家として実力があった事に気づかなかった自分自身に対する自己嫌悪だったのではないかと分析されている。
出版社から依頼された新作小説の題材が圭佑がテレビドラマで扱っているのと同じ吸血鬼モノであったため、自分の小説の方が圭佑の脚本より遥かに面白く、彼を悶絶させてしまうと考え執筆することに罪悪感を感じていたが、空が家族の前で圭佑と同じ吸血鬼モノの小説を執筆していることを暴露したため、圭佑とちゃんと話をするということになる。
後日、東西テレビのプロデューサー・涌本が『ブラッディ･ミュージック』に感動し、ドラマ化の交渉に訪れたことから、圭佑を脚本に起用することを条件にドラマ化を了承している。

### 吉丸家
吉丸絵里花（よしまる えりか）〈17〉
演 - 山田杏奈
吉丸家の長女。2003年7月16日生まれ。私立の女子高に通う高校2年生。弓道部に所属している。成績優秀で大人びた容姿と性格。実父のことは知らない。3歳の頃に奈美が圭佑と結婚し、初めは圭佑に懐かなかったが今では実父のように接している。弟の家庭教師・仙川が自分に気があることに薄々気付きながらもそっけない態度を取っていたが、進学先の第一志望校が仙川と同じ慶明大学経済学部であったことから親密になっていく。
圭佑がゴールデンの連ドラ『富豪教師Q』の脚本を書くようになり、堂々と今の父親のことを紹介できるようになったことから実父を探すことを決め、祖父・重幸から聞き出した実父の名前「村瀬陽太郎」をネット検索し、年齢的に実父に該当する「DJ YOO」と名乗るDJに友達申請し、直接会えることになると自分の父かもしれないと自分の素性を明かしたメールを送信し、喫茶店で対面することになるが、思い悩んだ末「自分の父は圭佑1人だけ」と考え直したことから陽太郎との対面を取りやめる。
吉丸空（よしまる そら）〈9〉
演 - 潤浩
吉丸家の長男。公立小学校に通う小学4年生。論理的な口調で話をするが、その内容は年相応に幼い。人気小説家の母が自慢であるが作品は難しく読むことが出来ず、母の作品よりも父・圭佑の脚本の方が面白いと評価している。
家庭教師の仙川が姉・絵里花から相手にされていない様子を面白がっていたが、二人の仲が急によくなって絵里花の部屋で二人きりで話をするようになり、何を話しているか気になり盗み聞きするようになる。同じように父・圭佑や母・奈美も何か家族に言えない秘密を抱えている不穏な空気を感じ取り、同じ小学校の同級生の女の子・牧村千春と探偵のように家族の秘密を調査する。
調査により、圭佑の浮気疑惑、絵里花が実父・陽太郎と接触しようとしていること、奈美が圭佑と同じ吸血鬼モノの小説を執筆していることを突き止め、その事を家族全員の前で暴露するが、それぞれの問題が大ごとになることなく自浄され解決したことから、同級生の千春に見直され「好き」と告白される。

### 吉丸家の関係者

#### 篠田家
篠田重幸（しのだ しげゆき）〈69〉
演 - 小野武彦（第1話 - 第5話・第7話）
奈美の父。大企業の役員を定年退職して暇を持て余し、何かと理由をつけては吉丸家に遊びに来る。
圭佑がシングルマザーだった奈美と結婚してくれたことに感謝しているが、奈美が家計を支える大黒柱であることから、普段はテレビドラマを見ないこともあり圭佑の脚本家という仕事に理解が無いため、脚本の仕事より家事をちゃんとしてこなして欲しいと思っている。
『富豪教師Q』の最終話放送日に主演の八神が吉丸家を訪問したが、ドラマを視聴しているのにもかかわらず、八神が誰か全く気付いていなかった。
篠田芳恵（しのだ よしえ）〈69〉
演 - 梅沢昌代（第1話 - 第5話・第7話）
重幸の妻。暇を持て余す重幸とは異なり、習い事などで充実した毎日を過ごしている。
重幸と同様、圭佑がシングルマザーだった奈美と結婚してくれたことに感謝しており、テレビドラマが大好きなことから、圭佑には人気脚本家になってもらいたいと彼の仕事を応援している。また、娘の奈美には人気作家で忙しいことは理解しつつも絵里花や空に母親らしいことをしてあげて欲しいと思っている。
『富豪教師Q』の最終話放送日に主演の八神が吉丸家を訪問すると、令和のドラマスターに会えたことに歓喜していた。

#### 家庭教師
仙川俊也（せんがわ しゅんや）〈23〉
演 - 菊池風磨（Sexy Zone）
空の家庭教師。慶明大学経済学部の3年生。絵里花に好意を抱いており、既に大手外食チェーン「ミート＆ミート」から内々定をもらい時間に余裕があることからほぼ毎日、吉丸家に通っている。絵里花の第一志望校が自身と同じ慶明大学経済学部であることから、彼女の家庭教師も買って出るが、圭佑から脚本の口述筆記のバイトを依頼され、吉丸家全員からお願いされたこともあり圭佑のアシスタントになる。
『富豪教師Q』終了後も、奈美の小説『ブラッディ･ミュージック』のドラマ脚本を手掛ける圭佑のアシスタントを務めており、圭佑や奈美が自分の好きな仕事に邁進している姿を見たことで、このまま自分が外食チェーンに就職すべきか悩み始める様子がスピンオフドラマで描かれている。

### 東西テレビのドラマ制作班
メイン脚本家がケガで緊急降板したため圭佑にゴールデンの連続ドラマの脚本を依頼する。
東海林光夫（しょうじ みつお）〈45〉
演 - 北村有起哉
適当なプロデューサー。
ノープランで「刑事モノ」と大雑把な脚本を発注して、無謀な締切スケジュールを科し圭佑を苦しめる。「当たってバズればいいんだよ」が口グセ。急なメイン脚本家の降板で、タイトルもプロットもない状態で放送開始まで時間がないことから誰も脚本を引き受けてくれず、無名の圭佑に脚本を依頼せざるを得なかった。
『富豪教師Q』の放送終了後、圭佑から「自分は脚本家としての才能があるか?」と問われると、10年後もちゃんと脚本家の仕事やっていれば、才能があるのではないかと答えている。
角隆史（すみ たかし）〈35〉
演 - 小池徹平
やる気満々の監督。
初めてゴールデンのチーフ監督を担当する意気込みから、ドラマに多くのアイディアを盛り込もうとし圭佑を苦しめる。
『富豪教師Q』の放送終了後、圭佑から一条桜子を紹介され、彼女にほれ込んでしまい、桜子をメインライターに起用した単発ドラマ『COLD BRAIN』で高視聴率を記録している。
松尾めぐみ（まつお めぐみ）〈28〉
演 - 長井短
やる気のないアシスタントプロデューサー。
圭佑をピンチヒッターに推薦した張本人だが、過去に彼が脚本したドラマをたまたま見たというだけで、圭佑の脚本に思い入れも何もない。もともとはバラエティー番組の制作志望で東西テレビに入社している。内心では上司の東海林のことをバカにしている。

### ドラマの出演俳優
八神隼人（やがみ はやと）〈28〉
演 - 岡田将生（友情出演）
注文の多い人気俳優。
発注通り「刑事モノ」で脚本を書き始める圭佑に「学園モノにしよう」「ラブシーンを入れよう」「大勢の女の子に囲まれたい」と思い付きで次々と注文をつけて圭佑を苦しめる。
『富豪教師Q』の脚本が出来上がるにつれ、圭佑への信頼が強まっており、最終話1話前の大事な第9話の脚本がベテラン脚本家・原口の代筆となった際は、どこかで見たことのある脚本で夢オチであったことから圭佑の脚本のような愛が感じられないとダメ出しをして、圭佑に脚本を執筆するように自宅を訪問し直談判する。また、『富豪教師Q』最終話の放送当日には吉丸家にシャンパンを持参して訪問し、圭佑たち吉丸家と一緒に最終話を視聴している。

### その他
秦野ゆかり（はたの ゆかり）〈30〉
演 - 野村麻純
芸談社の奈美担当の編集部員。奈美の秘書も務めている。
奈美に圭佑がドラマで扱っているのと同じ吸血鬼モノの小説執筆を社命でオファーし、創作に夫婦は関係ないと気兼ねする奈美に発破をかけるが、一方で『富豪教師Q』のバカバカしい脚本にはまりだし、圭佑に脚本家の才能があったのかもしれないと評価している。
スキンヘッドの男
演 - 浜野謙太
「脚本が書けないッ!」と圭佑が窮地に追い込まれると突然現れる圭佑にしか見えない謎の男。
圭佑の気にする痛いところをさんざん突いてくる。圭佑曰く「ツルツルの男」。
『富豪教師Q』のラストの構想に思い悩む圭佑の前に現れ、圭佑がドラマを書いている理由を売れない脚本家の起死回生のチャンスだからと決めつけるが、圭佑から「自分の存在する意味」に答えを出すためだと答えられ、これまで自分の分身として自問自答する機会を与えてくれたことに感謝の言葉を述べられている。

### ゲスト
第1話
如月翔 （きさらぎ しょう)
演 - 小越勇輝（第2話）
シナリオコンクールで最優秀賞を受賞した大学生の脚本家。第2話から圭佑の負担を減らすために脚本陣に加わる予定であったが、自身の書きたい作品の世界観と異なる脚本を強要されたため、脚本を降りる。如月翔はペンネームで本名は所寛平(ところ かんぺい)であった。
涌本彩子　(わかもと あやこ)
演 - 関めぐみ（第5話 - 最終話）
東西テレビの売れっ子ドラマプロデューサー。自身の携わるドラマ『オペラ座の愛人』の初回世帯視聴率が14.8%で『富豪教師Q』の初回よりも倍以上良かったことを東海林に自慢し嫌味を言うが、回が進むにつれ視聴率が低下し、『富豪教師Q』の視聴率が右肩上がりに上がってきたことから東海林に逆に嫌味を言い返される。
奈美が書いた小説『ブラッディ･ミュージック』に感動して奈美にドラマ化の交渉を行い、脚本に圭佑を起用するという条件で了承を得ている。
権藤咲江
演 - 片桐美穂（第2話 - 最終話）
八神隼人の専属ヘアメイク。通称・ゴンちゃん。
第2話
米虫憲治郎
演 - 矢柴俊博（第3話・第4話・第6話 - 最終話）
ネットでの口コミ評価が星3.5の「米虫メンタルクリニック」の医師。月水金が診察日で「B＆Bラボ」と同じ場所で日替わりで診療している。
「ツルツルの男」に悩まされる圭佑を診察し、一貫性のない助言を圭佑に与える。投薬治療を行わないことがポリシーであるが、圭佑から「ただ励ましてるだけじゃん」と突っ込まれる。しかし最後は「小説家も脚本家も他人と比べても仕方がない」「あなたのオリジナリティーを追求するべきだ」との助言が思い悩む圭佑の心に刺さり、「ツルツルの男」に打ち勝つ力を与える。
第4話
DJ YOO（村瀬陽太郎 （むらせ ようたろう））
演 - やついいちろう（第5話 - 最終話）
仙川から実父のことを尋ねられ気になった絵里花が実父の名前「村瀬陽太郎」でネット検索してヒットした実父と思われる人物。元保険会社の営業マンで、その経歴は絵里花の実父の経歴と一致している。友達申請をしてきた絵里花をクラブに招待したり、絵里花から娘と告白され喫茶店で対面する機会があったが、絵里花が思い悩んだ末「自分の父は圭佑1人だけ」と考え直したことから絵里花との対面を果たすことができなかった。
後に空により絵里花が陽太郎と接触しようとしていることを暴露されたことを受け、奈美がDJ YOOが実父の村瀬陽太郎であることを絵里花に認めている。
「富豪教師Q」出演俳優の声
声 - 港幸樹、安田裕、右近良之、白井美貴、立川ユカ子（SET）（第5話 - 第7話）
圭佑が脚本したドラマ『富豪教師Q』を吉丸家が視聴していた時にテレビから聞こえてくる出演俳優たちの声。
第5話
一条桜子（いちじょう さくらこ）
演 - 土村芳（第6話 - 最終話）
脳冷却療法を行う「整体B＆Bラボ」の整体師。火木土が診察日で「米虫メンタルクリニック」と同じ場所で日替わりで診療している。
脚本家を目指しシナリオスクールに通っており、脳のオーバーヒートの治療を受けに来た圭佑を『富豪教師Q』のメインライターと知ると尊敬していると握手を求める。その縁から絵里花が実父の陽太郎に会おうとしていることに仙川が付き合い不在だった時に、圭佑の口述筆記のアシスタントを務めた。
後日、圭佑が監督の角に会わせたことを切っ掛けに東西テレビの単発ドラマ『COLD BRAIN』で脚本家デビューを果たし、高視聴率を記録している。
第7話
牧村千春
演 - 粟野咲莉（最終話）
空と同じ学校に通う同級生の女の子。吉丸家に不穏な空気が辿っていることを心配する空と一緒に探偵のように吉丸家の秘密を探ることを手伝い、それぞれ家族の秘密に対応するための的確な助言を空に与える。後日、空が家族の問題を解決したことを教えられると、空のことを見直して「好き」と告白している。
原口正宗（はらぐち まさむね）
演 - 坂田聡（最終話）
ベテラン脚本家。涌本が担当するドラマが視聴率を巻き返し、実績のあるベテラン脚本家は違うと言われたことに触発され、『富豪教師Q』の最終話1話前の大事な第9話の脚本を担当させるために東海林に招集された。与えられた設定を活かし2日で脚本を書き上げるが、八神からどこかで見たことのある脚本で夢オチであったことから圭佑の脚本のような愛が感じられないとダメ出しをされ、八神が圭佑に第9話の脚本を執筆するように自宅を訪問し直談判したことから脚本が採用されなかった。
最終話
飯田向日葵
演 - アイナ・ジ・エンド（BiSH）
「整体B＆Bラボ」の新人スタッフ。桜子と同じく脚本家志望で、脳冷却に訪れた圭佑に会い興奮する。

## スタッフ
- 脚本 - 福田靖
- 演出 - 豊島圭介、Yuki Saito
- 劇中脚本協力 - 高橋名月
- 音楽 - 井筒昭雄
- ゼネラルプロデューサー - 三輪祐見子（テレビ朝日）
- チーフプロデューサー - 黒田徹也（テレビ朝日）
- プロデューサー - 服部宣之（テレビ朝日）、尾花典子（ジェイ・ストーム）、宮内貴子（角川大映スタジオ）
- 企画協力 - CRG × solo
- 制作協力 - 角川大映スタジオ
- 制作著作 - テレビ朝日、ジェイ・ストーム

## 放送日程
| 各話   | 放送日  | 演出       |
| ------ | ------- | ---------- |
| 第1話  | 1月16日 | 豊島圭介   |
| 第2話  | 1月23日 | 豊島圭介   |
| 第3話  | 1月30日 | 豊島圭介   |
| 第4話  | 2月06日 | 豊島圭介   |
| 第5話  | 2月20日 | 豊島圭介   |
| 第6話  | 2月27日 | Yuki Saito |
| 第7話  | 3月06日 | Yuki Saito |
| 最終話 | 3月13日 | Yuki Saito |

- 第1話は23時 - 深夜0時の30分拡大放送。
- 2月13日に放送予定であった第5話は、福島県沖地震に伴うANN報道特別番組に差し替えられたため[1]、翌週2月20日に順延して放送された[2]。
- 最終話は23時30分 - 深夜0時30分の1時間SP。

## スピンオフドラマ（生配信）
『東西テレビの素敵な仲間たち』（とうざいテレビのすてきななかまたち）のタイトルで、2021年1月24日22時30分から23時にショートムービープラットフォームTikTokのライブストリーミング機能「TikTok LIVE」にて日本初のTikTok生配信ドラマとして本編の『書けないッ!?』第2話開始直前に生配信された。
吉丸圭佑に脚本を依頼する東西テレビのドラマ制作班の企画会議の様子が描かれた。

### キャスト（スピンオフドラマ（生配信））
- 東海林光夫（しょうじ みつお） - 北村有起哉
- 角隆史（すみ たかし）- 小池徹平
- 松尾めぐみ（まつお めぐみ） - 長井短

## スピンオフドラマ
『書けないッ!? スピンオフドラマ ～大学生 仙川俊也の筋書きのない人生～』（かけないッ!? スピンオフドラマ だいがくせい せんがわしゅんやのすじがきのないじんせい）のタイトルで、2021年3月13日より動画配信プラットフォーム「TELASA」で全4話（各話15分）が一挙配信された。菊池風磨（Sexy Zone）演じる仙川と絵里花との恋の行方や進路に思い悩む様子がコミカルに描かれる。

### キャスト（スピンオフドラマ）
- 仙川俊也（せんがわ しゅんや） - 菊池風磨
- 吉丸絵里花（よしまる えりか） - 山田杏奈
- 吉丸空（よしまる そら） - 潤浩（ユンホ）
- 牧村千春（まきの ちはる） - 栗野咲莉
- 村瀬陽太郎（むらせ ようたろう） - やついいちろう
- 一条桜子（いちじょう さくらこ） - 土村芳
- 左門トオル（さもん トオル） - オラキオ
- 吉丸奈美（よしまる なみ） - 吉瀬美智子

### スタッフ（スピンオフドラマ）
- 脚本 - 福田靖
- 音楽 - 井筒昭雄
- 演出 - Yuki Saito
- ゼネラルプロデューサー - 三輪祐見子（テレビ朝日）
- チーフプロデューサー - 黒田徹也（テレビ朝日）
- プロデューサー - 服部宣之（テレビ朝日）、尾花典子（ジェイ・ストーム）、宮内貴子（角川大映スタジオ）

## 配信日程
| 各話   | 配信日  | サブタイトル | 配信分 |
| ------ | ------- | ------------ | ------ |
| 第1話  | 3月13日 | Lesson 1     | 15分   |
| 第2話  | 3月13日 | Lesson 2     | 15分   |
| 第3話  | 3月13日 | Lesson 3     | 15分   |
| 最終話 | 3月13日 | Final Lesson | 15分   |